# Kaino Thomsen-Fuataga
Kaino Thomsen-Fuataga (* 12. Mai 1991) ist ein samoanischer Taekwondoin, der im Schwergewicht startet.
Seine ersten internationalen Titelkämpfe bestritt er bei der Juniorenweltmeisterschaft 2008 in Izmir, wo er das Achtelfinale erreichen konnte. Drei Jahre später bestritt er im Erwachsenenbereich die Weltmeisterschaft 2011 in Gyeongju, schied jedoch gegen Alexandros Nikolaidis in seinem Auftaktkampf aus. Thomsen-Fuataga gewann in Nouméa das ozeanische Olympiaqualifikationsturnier und qualifizierte sich für die Olympischen Spiele 2012 in London. Dort kam er auf den siebten Platz.